# Sudamericano de Rugby B 2002
El Sudamericano de Rugby B del 2002 se celebró en octubre con las selecciones de segundo nivel de la Confederación Sudamericana de Rugby en la que Brasil levantó el trofeo logrando su tricampeonato. Los 6 partidos del cuadrangular se disputaron en Lima, Perú.

## Equipos participantes
- Selección de rugby de Brasil (Los Vitória-régia)
- Selección de rugby de Colombia (Los Tucanes)
- Selección de rugby de Perú (Los Tumis)
- Selección de rugby de Venezuela (Las Orquídeas)

## Posiciones
| Pos. | Equipo    | Encuentros | Encuentros | Encuentros | Encuentros | Tantos  | Tantos    | Tantos     | Puntos |
| Pos. | Equipo    | jugados    | ganados    | empatados  | perdidos   | a favor | en contra | diferencia | Puntos |
| ---- | --------- | ---------- | ---------- | ---------- | ---------- | ------- | --------- | ---------- | ------ |
| 1    | Brasil    | 3          | 3          | 0          | 0          | 126     | 22        | + 104      | 9      |
| 2    | Perú      | 3          | 2          | 0          | 1          | 58      | 40        | + 18       | 7      |
| 3    | Venezuela | 3          | 1          | 0          | 2          | 41      | 57        | - 16       | 5      |
| 4    | Colombia  | 3          | 0          | 0          | 3          | 3       | 109       | - 106      | 3      |

Nota: Se otorgan 3 puntos al equipo que gane un partido, 2 al que empate y 1 al que pierda

## Resultados[3]

### Primera fecha
| 5 de octubre | Perú | 28 - 0 | Colombia |  |  |

| 5 de octubre | Brasil | 34 - 12 | Venezuela |  |  |

### Segunda fecha
| 9 de octubre | Brasil | 64 - 0 | Colombia |  |  |

| 9 de octubre | Perú | 20 - 12 | Venezuela |  |  |

### Tercera fecha
| 12 de octubre | Perú | 10 - 28 | Brasil |  |  |

| 12 de octubre | Venezuela | 17 - 3 | Colombia |  |  |

| Bandera de Brasil |
| Campeón Brasil    |
| Tercer título     |